# 松尾君
松尾君（まつおぎみ、天正10年（1582年） - 寛永12年8月27日（1635年10月8日））は、安土桃山時代・江戸時代前期の女性。戦国武将・服部正就の正室。徳川家康の養女。父は松平定勝。

## 生涯
戦国武将・松平定勝の次女として生まれる。母は奥平貞友の次女・たつ。
はじめは自身の祖母である於大の方に侍女として仕え、その後、姉の阿姫と妹の紀為君と共に徳川家康の養女となり、服部正就の正室となる。正就との間には3男（正幸、正辰、正治）を儲けた。
また正就との婚姻後、於大の方への返礼のため登城した夫の正就は、家康より秋廣の刀を賜っている。
寛永12年（1635年）8月27日、54歳で死去（没日は寛永13年（1636年）8月17日とする説もある）。戒名は嶺松院殿秀誉利誓大姉。